# Vincenzo Natoli
Pour les articles homonymes, voir Natoli.
Vincenzo Natoli, né à Sant'Angelo di Brolo en 1690 et mort à Palerme le 21 octobre 1770, est un noble, juriste et homme politique italien.

## Biographie
Le marquis Vincenzo Natoli a été président du Patrimoine de la Sicile mais aussi en 1758 président de la Sommaria (la Regia Camera della Sommaria) : organe administratif, consultatif et juridique du royaume de Sicile et de Naples,.
Il fut nommé marquis par Charles III d'Espagne,.
Le marquis Natoli est mort à Palerme le 21 octobre 1770, et enterré dans les catacombes de Cimetière des Capucins.